# Valantia muralis
Valantia muralis és una petita planta de la família de les rubiàcies originària de la conca del Mediterrani que creix en buits de roques, entre esquerdes de maçoneria i en arenals molt secs. És una planta rupícola de fins a 15 cm d'alçada, de tija suaument pubescent amb les fulles ovades i obtuses, peduncles i pedicels dotats d'una prominència en forma de banya, fruit amb una banya al dors replet de cerres corbades que li donen un característic aspecte i flors diminutes.
El seu nombre cromosòmic és 2n = 18